# 安德列·利沃夫
安德烈·米歇·利沃夫（法語：André Michel Lwoff，1902年5月8日—1994年9月30日），法國微生物學家，出生於阿列省。
利沃夫在19歲時就加入了巴黎的巴斯德研究院，1932年完成PhD學位。1965年由於發現了某些病毒在感染細菌時的基因調控機制，而與方斯華·賈克柏及賈克·莫諾共同獲得了諾貝爾生理學或醫學獎。

## 外部連結
- Nobel biography （页面存档备份，存于）